# Partito Unionista (Guatemala)

Logo iniziale

Il Partito Unionista (in spagnolo: Partido Unionista) è un partito politico di orientamento conservatore fondato in Guatemala nel 2002.

## Risultati elettorali
| Elezione                     | Voti    | %    | Seggi   |
| ---------------------------- | ------- | ---- | ------- |
| Parlamentari 2003            | 157.893 | 6,20 | 7 / 158 |
| Parlamentari 2007            | 192.295 | 6,10 | 8 / 158 |
| Parlamentari 2011            | 117.486 | 2,70 | 1 / 158 |
| Parlamentari 2015 (con CREO) | 261.040 | 5,73 | 5 / 158 |
| Parlamentari 2019            | 118.337 | 2,94 | 3 / 160 |